# گریه نکن، نانجینگ
گریه نکن، نانجینگ (انگلیسی: Don't Cry, Nanking) فیلمی در ژانر درام است که در سال ۱۹۹۵ منتشر شد.